# Frente Nacionalista Patria y Libertad
El Frente Nacionalista Patria y Libertad (FNPL), también conocido solamente como Patria y Libertad (PyL), fue una organización paramilitar chilena de extrema derecha,  formada el 1 de abril de 1971 para oponerse mediante violencia política, sabotaje y terrorismo al gobierno socialista de Salvador Allende y a la Unidad Popular.
Su origen se remonta al 10 de septiembre de 1970, cuando Pablo Rodríguez Grez formó el Movimiento Cívico Patria y Libertad para impedir la elección de Salvador Allende en el Congreso, el cual originó el movimiento que se opuso al gobierno de Salvador Allende hasta su disolución en 1973 tras el golpe de Estado. A pesar de que algunas fuentes indican que el movimiento tenía una militancia cercana a los 10 000 miembros, Manuel Fuentes Wendling, uno de los cabecillas del movimiento, comenta en su libro Memorias secretas de Patria y Libertad, que en realidad esta cantidad no llegaban a los 1000; cómputo al cual él llegó tras realizar un catastro encargado por el jefe del Frente, Pablo Rodríguez Grez, quien se sorprendió al obtener dicha cifra. Esto es una constante en los conjuntos políticos de ideología nacionalista en Chile, los cuales, suelen ser bastante ruidosos a nivel callejero y mediático, sin demostrarlo después en las urnas y/o en su militancia.
En junio de 1973, el grupo intentó dar un golpe de Estado contra el gobierno de Allende pero fracasó, en un suceso conocido como el Tanquetazo. En julio de 1973, recibió órdenes de la Armada chilena, que se oponía a la Doctrina Schneider de adhesión militar a la Constitución, para sabotear la infraestructura de Chile. La colaboración entre el FNPL y las Fuerzas Armadas chilenas se incrementó tras el fallido paro de octubre de 1972, que pretendía derrocar la administración de Allende. De acuerdo con los sectores opositores a Allende en el ejército, el grupo asesinó el 26 de julio de 1973 al ayudante naval de Allende, Arturo Araya Peeters. El primer sabotaje se cometió ese mismo día. Otros incluyen la creación de un corte de energía mientras Allende era transmitido por televisión.

## Historia

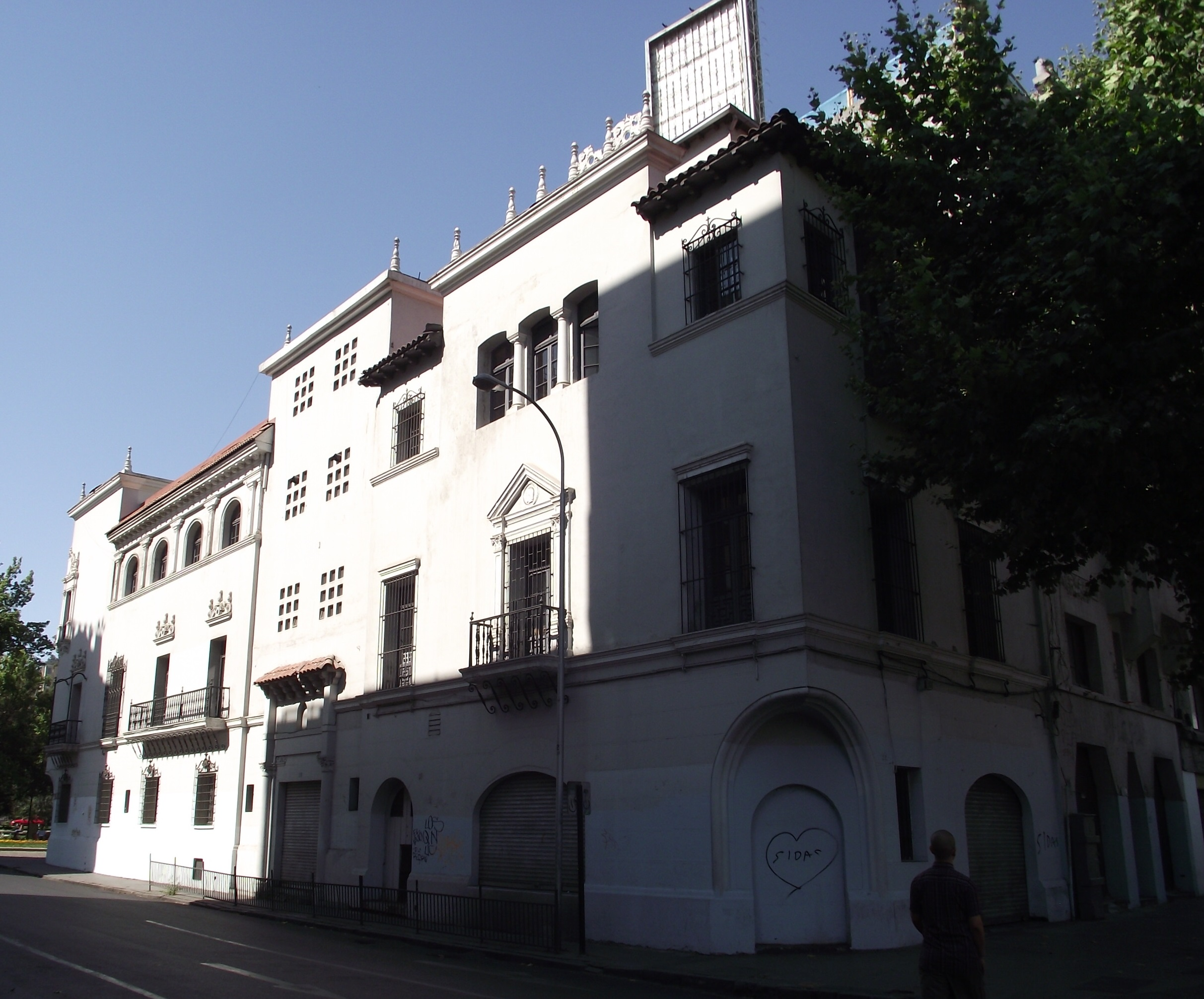
Casona que funcionó como sede de Patria y Libertad, ubicada en la intersección de Irene Morales con la Alameda en Santiago de Chile (Plaza Baquedano).

La agrupación fue fundada el 1 de abril de 1971 con un acto en el Estadio Nataniel y un discurso de su líder, el abogado Pablo Rodríguez Grez. Fue parte activa de la oposición al gobierno de la Unidad Popular de Salvador Allende, realizando diversas acciones de proselitismo, sabotaje y atentados terroristas, además de participar en las protestas y cacerolazos contra el gobierno. Adhirió al golpe de Estado, denominando al gobierno de Allende como «dictadura del proletariado», añadiendo que la Unidad Popular «corrompía la sociedad chilena». Para sus acciones recibió financiamiento de la CIA.
En 1972 el grupo realizó una operación de internación de armas desde Argentina, a cargo de Roberto Thieme, el cual logró ingresar alrededor de 100 fusiles de asalto, destinados a ser utilizados en acciones de sabotaje. Ese mismo año, comenzó la publicación del periódico Patria y Libertad, destinado a difundir sus ideas, que tuvo un tiraje inicial de 5 mil ejemplares, y que fue publicado hasta el 14 de junio de 1973.
En marzo de 1973, un grupo de Patria y Libertad del cual formaba parte Michael Townley, llevó a cabo una operación destinada a desactivar un aparato que el gobierno había instalado para interferir las transmisiones del Canal 5 de Concepción, dependiente en aquel entonces de la Universidad Católica de Chile. Los hechos culminaron con la muerte del obrero José Tomás Henríquez. La responsabilidad moral se le adjudicó al sacerdote Raúl Hasbún, director ejecutivo de la estación televisiva. Para las elecciones parlamentarias de 1973, Patria y Libertad apoyó públicamente a la Confederación de la Democracia (CODE), aunque pidió el voto para la lista conjunta de la coalición y no para candidaturas particulares.

### Asesinato del edecán naval del presidente Allende

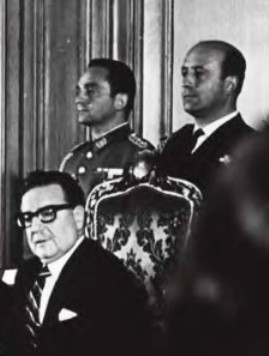
Arturo Araya Peeters (der.) junto al presidente Salvador Allende (sentado).

En julio de 1973, militantes de Patria y Libertad y del Comando Rolando Matus del Partido Nacional asesinaron al edecán naval del presidente Salvador Allende, comandante Arturo Araya Peeters. Este sufrió un disparo de un francotirador frente a su domicilio. Hasta ahora no hay concordancia entre los relatos de los testigos y las pruebas forenses que determinan que el disparo mortal fue desde arriba, estando los miembros del comando en posición baja respecto al comandante.

La trayectoria intracorporal seguida por el proyectil, estando el cuerpo en posición normal, es de adelante hacia atrás, de izquierda a derecha y ligeramente de arriba hacia abajo. El disparo corresponde a los llamados de larga distancia en medicina legal y es de tipo homicida.
Informe de autopsia del edecán Araya Peeters.

En los muros de la casa de Fidel Oteíza 1953, en la comuna de Providencia, donde vivía el capitán de navío Arturo Araya Peeters, quedaron marcados, pasada la 01.30 horas de ese día 27 de julio de 1973, cinco impactos de proyectiles. Con la bala que mató al edecán sumaron seis los disparos hechos en dirección al balcón del segundo piso de su casa, que miraba directo al norte, hacia avenida Providencia.
Un total de 32 miembros del Comando Rolando Matus (CRM) de Patria y Libertad, fueron detenidos y procesados por la Fiscalía Naval, luego de amonestaciones simples, quedando todos en libertad. Solo uno de ellos, Guillermo Claverie, luego de haber estado un tiempo prófugo, resultó condenado a tres años y un día de prisión como autor material del crimen, pena que tampoco cumplió ya que, al final, todos los conspiradores fueron indultados en 1981 por Augusto Pinochet. Guillermo Claverie no solo no cumplió cárcel sino que fue indultado por José Toribio Merino.
Entre ellos, destacaban: el presunto autor de los disparos (Guillermo Claverie), una dirigente de la Juventud del Partido Nacional y del Comando Rolando Matus (Uca Eileen Lozano), Odilio Castaño Jiménez, hijo del conocido empresario panadero Castaño; el militante de Patria y Libertad, Luis "Fifo" Palma Ramírez, que dos años después tuvo una destacada participación en la DINA y en las desapariciones del Comando Conjunto, un sobrino CRM del psiquiatra de la DINA, Laihlacar, de apellidos Potin Laihlacar, el dirigente de la DR, Guillermo Schilling, y un militante del CRM, Miguel Sepúlveda Campos, hijo de un conocido almirante retirado.
De acuerdo a peritajes forenses y balísticos efectuados en 2005, ninguna de las armas encontradas disparó el proyectil calibre 22 Long Rifle que mató al edecán, ni disparó las cuatro vainillas (tres marca Orbea y una marca Remington) calibre 22 Long Rifle encontradas en la calle frente a la casa del edecán. Otras siete vainillas halladas en Providencia con Lyon fueron percutidas por la misma arma que disparó frente a la casa del edecán las tres vainillas Orbea. Sin embargo, el arma que usó Claverie, de la cual presumiblemente provinieron los disparos que arrojaron las 11 vainillas Orbea referidas, desapareció. Por ello, nunca se pudo establecer científicamente que fue ese rifle automático el que las disparó.

A su padre lo mató un tirador escogido que le disparó desde el frente, de esa casona que todavía existe y que era un colegio de monjas.
Conclusión de la Policía de Investigaciones de Chile según los hijos del comandante Araya Peters anulada luego del Golpe de Estado del 11 de septiembre de 1973.

El asesinato del edecán Araya está siendo nuevamente investigado por la jueza del 17.º Juzgado del Crimen de Santiago, Patricia González. La magistrada dictó en marzo de 2005 una orden de investigar a la Brigada de Asuntos Especiales y Derechos Humanos de la policía civil. A ello se suma otra querella que los hijos del edecán interpusieron el viernes 8 de octubre de 2012 en contra de Jorge Ehlers y otros civiles que formaron parte del complot. También existen presunciones que, por la índole del disparo homicida, pudiera haber intervenido un tirador escogido, presuntamente perteneciente a la Armada.

### Sabotajes
La misma noche de la muerte de Araya, se llevó a cabo la operación denominada «La noche de las mangueras largas», que consistía en la interrupción del abastecimiento de combustible de las estaciones de servicio más importantes de la capital chilena. Luego vinieron actos de sabotaje a los oleoductos de Con-Con y Concepción, utilizando explosivos entregados por la Armada. El grupo también realizó atentados explosivos contra torres de alta tensión, con la finalidad de interrumpir el suministro eléctrico. En una oportunidad lograron dejar al país sin electricidad, desde La Serena hasta Puerto Montt.

### Golpe militar de 1973
Tras el golpe militar del 11 de septiembre de 1973, el movimiento se disolvió. Algunos de sus miembros, individualmente, han admitido haber participado, con posterioridad a la disolución oficial del movimiento, el 13 de septiembre de 1973, en las violaciones a los derechos humanos que se cometieron entre 1973 y 1990, durante la dictadura militar de Augusto Pinochet.

### Intentos de rearticulación

#### 2003-2006
Entre 2003 y 2005 hubo detenciones de exmilitantes acusados de violaciones a los derechos humanos. En 2006 el exdirigente Roberto Thieme confesó haber recibido presiones para atentar contra la vida del senador Carlos Altamirano durante 1973. Estos últimos años, se propusieron la rearticulación, propósito que no ha tomado fuerzas importantes y que ha sido descartada por Pablo Rodríguez Grez. Una de las últimas manifestaciones donde se les vio fue frente al Palacio de La Moneda en 2006, durante los funerales de Augusto Pinochet, cuando hicieron acto de presencia para rendirle un último homenaje.

#### 2019-2020
En 2019, producto del estallido social, aparecieron cuentas en redes sociales y rayados reivindicando al grupo Patria y Libertad. Primero en la red Twitter (de donde fueron baneados por la plataforma), y luego incendiando la sede del Partido Comunista en Chillán a comienzos de noviembre, lugar en donde además rayaron "Brigada Manuel Contreras" sobre un mural. El 6 de diciembre de ese mismo año produjeron otro incendio, esta vez en La Serena, en el memorial improvisado levantado tras la muerte de Romario Veloz Cortés, un joven ecuatoriano que murió el 20 de octubre por disparos de una patrulla militar durante las protestas de 2019; en el sitio había panfletos con la "araña negra" que decían "Esto es sin llorar. Patria y Libertad". Tres días después, esta vez en La Araucanía, un centro cultural fue rayado con símbolos de la agrupación, intentaron ingresar al recinto y apedrearon la casa de un militante del Partido Comunista.
Hechos similares se repitieron San Antonio, Osorno y Concepción, en donde se fueron atacados memoriales a los detenidos desaparecidos. A comienzos de 2020, durante las marchas por el rechazo, símbolos del Frente Nacionalista Patria y Libertad fueron vistos en uniformes de «La Vanguardia», un grupo de encapuchados de extrema derecha que buscaba enfrentar a miembros de la primera línea.

## Doctrina y pensamiento político
Según el Manifiesto Nacionalista escrito por Pablo Rodríguez en 1971, el Frente Nacionalista Patria y Libertad se definía como un movimiento que promovía una revolución nacionalista, corporativista, anticomunista, anticapitalista y antiimperialista. En el Manifiesto, Rodríguez afirmaba:

La doctrina nacionalista que orienta nuestra acción política puede sintetizarse en seis puntos fundamentales:
a) Un Estado integrador, que busque la construcción de una sociedad unida por los valores nacionales, que promueva la cohesión nacional por sobre las ideologías, intereses particulares o económicos;
b) Un Gobierno autoritario, que restituya el principio del orden y la autoridad;
c) Un Pueblo con responsabilidad colectiva y disciplina social;
d) Un Programa juvenil, atrayéndolos a un proyecto nacionalista de construcción de un nuevo Estado;
e) Una Empresa integrada, reemplazando la empresa capitalista por una empresa para los trabajadores, estamos por la participación de los trabajadores en los beneficios de la empresa, lo que implica un cambio en la política económica de Chile instituyendo un sistema de economía social de mercado que estimule el espíritu creador de los chilenos, la iniciativa privada y la competencia sin monopolios que la distorsionen, velando siempre por la efectiva vigencia del bien común por parte del Estado;
f) Una Democracia funcional, erradicando a los partidos tradicionales por nuevas formas de representación popular, a través de los gremios laborales (sindicatos), profesionales, técnicos, estudiantiles, y otras organizaciones a la conducción de Chile garantizando a los chilenos su participación activa dentro del Estado.
Pablo Rodríguez, 1971.[cita requerida]

El grupo rechazaba el totalitarismo y negaba cualquier vinculación con el fascismo. El movimiento esperaba y apoyaba la intervención de la Fuerzas Armadas, considerándolas los guardianes de la chilenidad y del orden nacional y el instrumento para la realización de una Revolución Nacional, razón por la cual durante el gobierno de Allende se establecieron muchos contactos con los militares para la realización de lo que después fue el golpe de Estado de 1973. Justamente, los nacionalistas esperaban que este gobierno fuera un Gobierno Militar nacionalista, sobre todo tras escuchar el primer bando de la Junta Militar de Gobierno, razón por la cual creyeron pertinente la disolución del movimiento después del 11 de septiembre.[cita requerida]

## Simbología

### La Araña
El grupo utilizaba como símbolo principal la llamada Araña, siendo una especie de cadeneta o cadena que representa "el rompimiento de las cadenas tiránicas del marxismo". Así hay una inspiración en la "liberación", expresándose en el rompimiento de las cadenas. A la izquierda y a la derecha del símbolo se quiere expresar dos partes de una cadena que están rotas, esto refleja por un lado el marxismo y por otro lado la política tradicional. La parte central está intacta y refleja la unidad nacional.
Otra interpretación que se le dio a la Araña es que tenía como objetivo principal, según el exdirigente de Patria y Libertad Manuel Fuentes Wendling, el ser asociada con la esvástica nazi e infundir temor y terror en la población, comparándolo con el temor que los niños tienen con los fantasmas con base en la conciencia humana.

"Fue hecha con ese objetivo, de asociarla con la suástica. Ahora, si yo quiero infundir temor, por qué se infunde temor en los niños con los fantasmas y todas las cosas, porque son feos, aterra, y ya la conciencia humana está que el ser fantasma aterra"
Manuel Fuentes Wendling (2019)

### Indumentaria y armas de combate
En las manifestaciones ocupaban como vestimenta pantalón negro y camisas blancas, siendo estas últimas arremangadas en los puños y mangas por parte de los militantes del frente para "demostrar que estaban listos para la acción", insignias del movimiento en el antebrazo, usando además cascos de obrero, esto con base en la veneración de la violencia como método para actuar políticamente. Ahora, sólo los jóvenes militantes considerados óptimos para un enfrentamiento de choque con los adversarios eran seleccionados para asumir labores de violencia política, en donde ocupaban como armas palos, escudos de defensa, nunchacos y armas de fuego en casos especiales.

## Himno
Patria y Libertad también tenía un himno en el cual se expresaban sus ideales y bases doctrinarias e ideológicas, siendo similar al decálogo del soldado de las milicias fascistas en Italia. Este cántico más que tener expresiones de amor y esperanza, tienen como pilar una idea belicista donde se expresa lo inevitable de la guerra y la violencia. Según su himno, "la patria nos llama a combatir", y este combate es de forma permanente. Se legitima la violencia en contra de los grupos marxistas y se autodenominan fuertes y viriles. También expresan que su objetivo es "liberar a la patria del marxismo y la política tradicional". Otro aspecto del himno es la idea de entrega y sacrificio personal para combatir hasta dar la vida sin importar las consecuencias, todo esto para "entregar a Chile un destino mejor".
La letra del himno fue escrita por el líder del FNPL Pablo Rodríguez Grez, mientras que la composición musical fue creada por Karin Von Oepen. También existía una marcha de Patria y Libertad, que fue de igual forma compuesta por Von Oepen. Todo militante debía conocer y cantar de forma obligatoria en manifestaciones y reuniones el himno del grupo, demostrando el carácter marcial de la agrupación.

Himno del Frente Nacionalista Patria y Libertad
Adelante, los nacionalistas. La patria nos llama a combatir.
Opongamos a la traición marxista, La fuerza insurgente de un pueblo viril.
Adelante, los nacionalistas. Alzando la mirada, abierto el corazón,
Al viento la bandera, luchemos por la patria.
Rompamos las cadenas por la liberación. Por la liberación.
Adelante los nacionalistas, Adelante un nuevo amanecer.
Si la muerte nos sale al camino, Ni aún ella nos puede detener.
Adelante, los nacionalistas, Destruyamos el odio con amor.
Por la unidad del pueblo Brindemos nuestras vidas
Entreguemos a Chile un destino mejor. Un destino mejor. Por la Patria y la Libertad.

## Integrantes

### Principales dirigentes
- Pablo Rodríguez Grez
- Roberto Thieme Schiersand
- John Schaeffer
- Manuel Fuentes Wendling
- Ernesto Miller
- María Olivia Gazmuri
- Benjamín Matte Guzmán (hijo de Benjamín Matte)
- Juan Eduardo Hurtado
- Eduardo Díaz Herrera
- Gisela Silva Encina
- Guillermo Homero Bolomey

### Otros integrantes
- Enrique Arancibia Clavel, agente de la DINA
- Patricia Arancibia Clavel, historiadora[44]
- Mariana Callejas, agente de la DINA[45]
- Víctor Carmine Zúñiga,[46] político.
- Jaime Guzmán,[47] académico y asesor de Augusto Pinochet.
- Alberto León Fuentes, aviador[48]
- Jorge Temer San Martín, acusado de liderar el hipotético "Comando Hernán Trizano"
- Michael Townley, agente de la DINA[45]
- León Vilarín,[49] dirigente sindical y camionero.

## En la cultura popular
Patria y Libertad aparece en la película chilena Machuca (2004) de Andrés Wood. Asimismo, Wood centra la película Araña (2019) en este grupo paramilitar.